# 東京都立板橋有徳高等学校
東京都立板橋有徳高等学校（とうきょうとりつ いたばしゆうとくこうとうがっこう）は、東京都板橋区徳丸二丁目にある都立の高等学校。東京都立志村高等学校と東京都立北野高等学校を統合し東京都立北野高校の校舎を引き継いで設置された。

## 概要
都立の全日制単位制普通科高校。大学進学に力を入れており、土曜日の特訓講座などの取り組みを行っている。
定時制課程では三修制を導入しており、高校間連携による単位認定や、高認合格科目、技能資格等の単位認定により3年間で卒業する事が出来る。

## 沿革
- 2007年4月 開校

## 交通
- 東武東上線 東武練馬駅 徒歩5分
- 国際興業バス[1]
  - 東練01・東練01-2 「板橋有徳高校入口」下車 徒歩3分
  - 東練05・東練80 「不動通り」下車 徒歩3分

## 著名な出身者
- バティヴァカロロ・ライチェル・海遥 - 女子ラグビー選手。